# Orsonnette
Orsonnette ist eine Ortschaft und eine ehemalige französische Gemeinde im Département Puy-de-Dôme in der Region Auvergne-Rhône-Alpes. Sie gehört zum Kanton Brassac-les-Mines und zum Arrondissement Issoire.
Mit Wirkung vom 1. Januar 2016 wurden die bisher eigenständige Gemeinden Orsonnette und Nonette zur Commune nouvelle Nonette-Orsonnette zusammengelegt und haben in der neuen Gemeinde den Status einer Commune déléguée mit 226 Einwohnern (Stand: 1. Januar 2018). Der Verwaltungssitz von Nonette-Orsonnette befindet sich im Ort Nonette.

## Lage
Nachbarorte sind Nonette im Nordwesten, Lamontgie im Nordosten, Auzat-la-Combelle im Südosten, Beaulieu im Südwesten und Le Breuil-sur-Couze im Westen.

## Bevölkerungsentwicklung
| Jahr      | 1962 | 1968 | 1975 | 1982 | 1990 | 1999 | 2008 | 2018 |
| --------- | ---- | ---- | ---- | ---- | ---- | ---- | ---- | ---- |
| Einwohner | 180  | 164  | 181  | 177  | 171  | 206  | 212  | 226  |

## Sehenswürdigkeiten
- Kirche Sainte-Magdalene, seit 1907 als Monument historique ausgewiesen

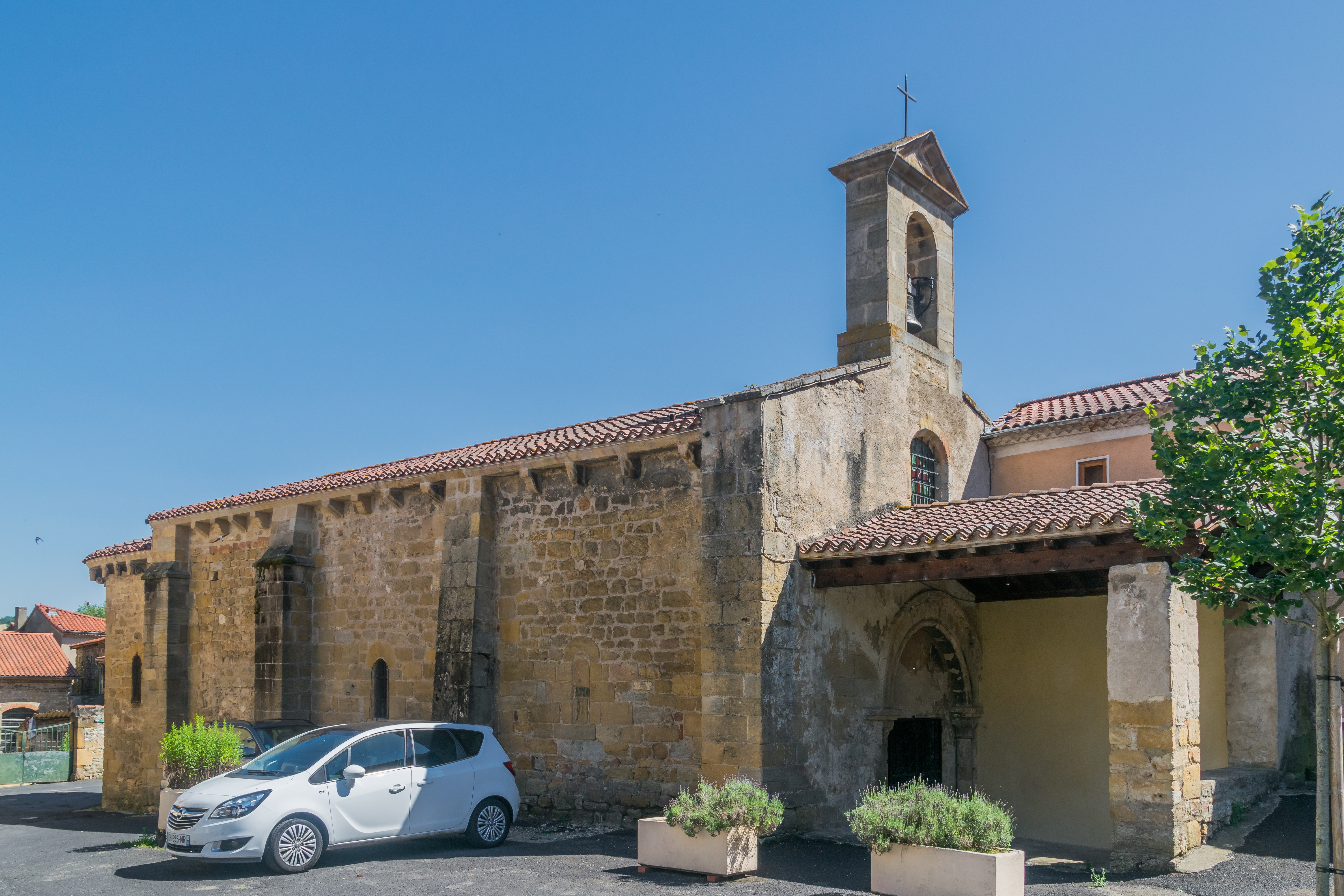
Kirche Sainte-Magdalene